# Gazette littéraire de Berlin

La Gazette Littéraire de Berlin, hebdomadaire fondé en 1764 par Joseph Du Fresne de Francheville, paraissant le lundi et rédigé en français, était chargée d'une double mission : fournir des informations sur la vie littéraire en Prusse et servir de relais pour les informations en provenance de Paris. 
La gazette était destinée aux nombreux descendants de huguenots français exilés en Prusse mais servait surtout d'instrument de propagande en Allemagne, alors très francisée dans ses élites, à Frédéric II qui y écrivit des articles.
Les principaux centres d'intérêt étaient: littérature et sciences françaises, allemandes, italiennes, anglaises; quelques morceaux de poésie; beaux-arts; musique; médecine; physique. Le titre disparut en 1792. Etienne Mayet relança en 1792-93 la gazette, y adjoignit le titre Le "Conservateur" mais ce fut un échec sans doute lié à l'attitude hostile de l'Allemagne, ou de sa classe dirigeante, envers la Révolution Française et à tout ce qui était français.

Voir le livre de François Labbé, La Gazette litteraire de Berlin, Honore Champion, Paris, 2006.